# 고창 선운사 석상암 칠성도
고창 선운사 석상암 칠성도(高敞 禪雲寺 石床庵 七星圖)는 전북특별자치도 고창군 아산면 선운사로 250, 선운사에 있는 불화이다. 2014년 10월 31일 전라북도의 문화재자료 제192호로 지정되었다.

## 지정 사유
고창 선운사 석상암 칠성도는 19세기말 20세기에 호남지역에서 활용한 화승(畵僧) 금호 약효(錦湖 若效)와 그의 제자들의 화풍을 잘 보여주는 불화로 추정된다. 안정된 구도와 색의 조화, 섬세한 표현이 두드러지는 불화로 화기(畵記)의 손상이 있어 정확한 제작년대를 알 수 없지만 조선 말기 불화조성 방법 및 안료의 성분 등을 밝힐 수 있는 중요한 가치가 있는 작품으로 평가된다.

## 참고 자료
- 고창 선운사 석상암 칠성도 - 국가유산청 국가유산포털